# Nader Assaf
Nader Abdo Assaf , conhecido como Nader Assaf (Alta Floresta, 20 de março de 1992) é um cantor, compositor, ator e publicitário brasileiro.

## Biografia
Aos 15 anos concluiu o curso técnico em Técnica Vocal no CBM (Conservatório Brasileiro de Música). Em 2009 lançou seu primeiro disco, Velha Juventude, com composições próprias e de outros compositores, como Rafael Duaity, e a participação especial da cantora Bruna Côrtes. A faixa “Só quero você” teve grande destaque nas rádios de todo o Brasil.
Mudou-se para Curitiba, onde cursou a faculdade de Publicidade e Propaganda, depois, uma pós-graduação em Comunicação Digital e E-branding. Nesse período, atuou em algumas peças de teatro, comerciais de TV e apresentações musicais.
Em 2011, lançou o clipe da música "A Vida Como É", que fez sucesso entre o público LGBT. No clipe, o cantor vive um romance com outro rapaz.
Em 2012 o cantor protagonizou o curta-metragem Dores do Silêncio, dirigido por Giovanna Fabri.
Na trama, vive um triângulo amoroso na pele do personagem Léo, ao lado dos atores Edu Mehl e Mariane Mello. Nader também participou da trilha sonora do filme, com a faixa "Nossa Canção", um cover de Roberto Carlos.
Após seis anos sem materiais novos, Nader Assaf retorna com o single "Quem Disse?", com produção de André Prodóssimo. O clipe deste novo single foi o de maior sucesso do cantor até o momento.

## Discografia
| Ano  | Título          | Tipo   |
| ---- | --------------- | ------ |
| 2010 | Velha Juventude | Álbum  |
| 2015 | "Quem Disse?"   | Single |

### Videoclipes
| Ano  | Música          | Álbum                       |
| ---- | --------------- | --------------------------- |
| 2011 | "A Vida Como É" | Velha Juventude             |
| 2012 | "Nossa Canção"  | Trilha de Dores do Silêncio |
| 2015 | "Quem Disse?"   | Single                      |

### Participações
| Ano  | Título                     | Tipo      |
| ---- | -------------------------- | --------- |
| 2015 | "The Best of Samba Brazil" | Coletânea |

## Filmografia
| Ano  | Título            | Papel          |
| ---- | ----------------- | -------------- |
| 2012 | Dores do Silêncio | Leonardo (Léo) |

## Turnês
- 2008-2009: Turnê Nader Assaf e Banda
- 2010-2012: Turnê Velha Juventude
- 2015: Turnê Quem Disse?